# Synoicum syrtis
Synoicum syrtis is een zakpijpensoort uit de familie van de Polyclinidae. De wetenschappelijke naam van de soort is voor het eerst geldig gepubliceerd in 2006 door Kott.